# Kraj královecký

„Královecký kraj” na mapie Europy

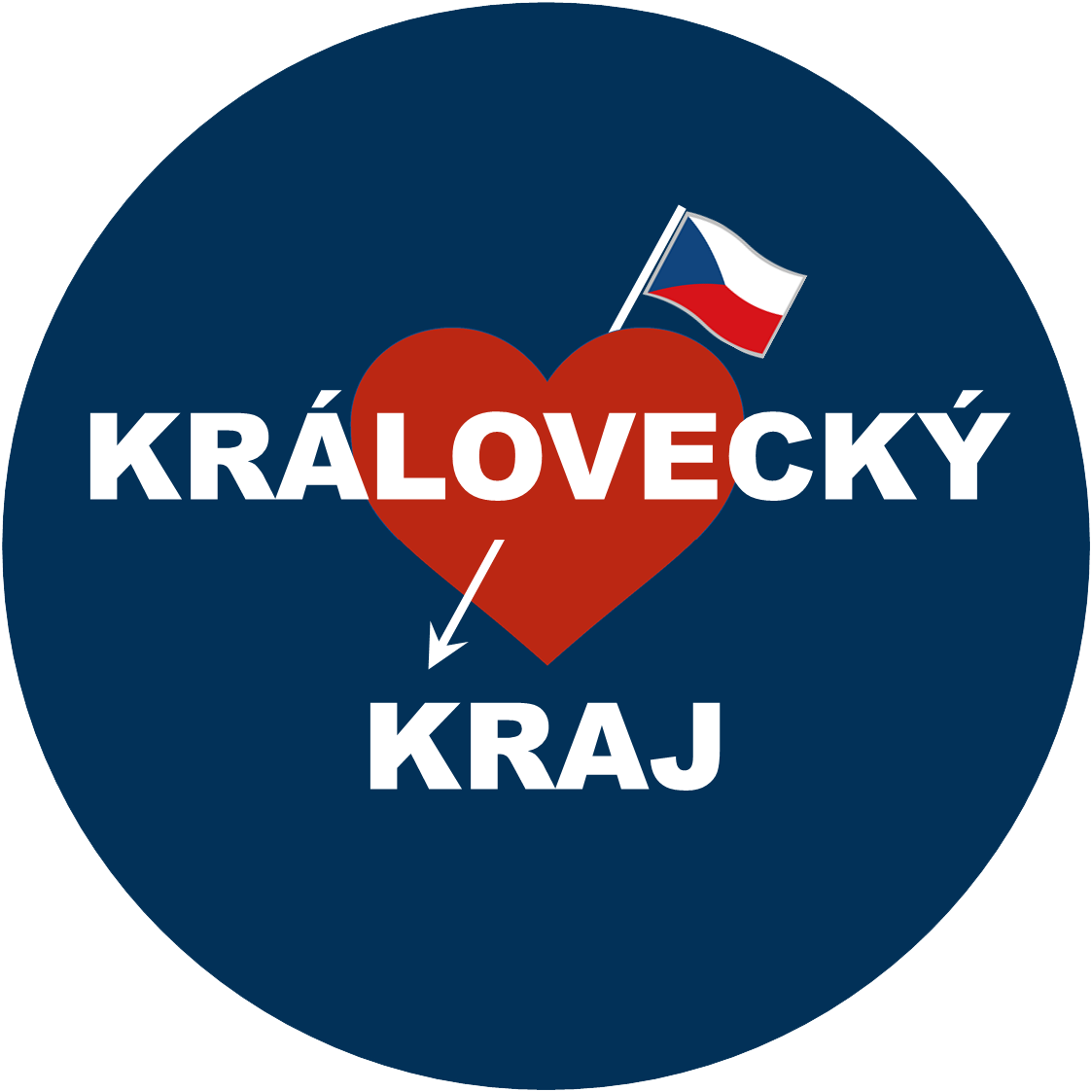
Logo „Královeckiego kraju“

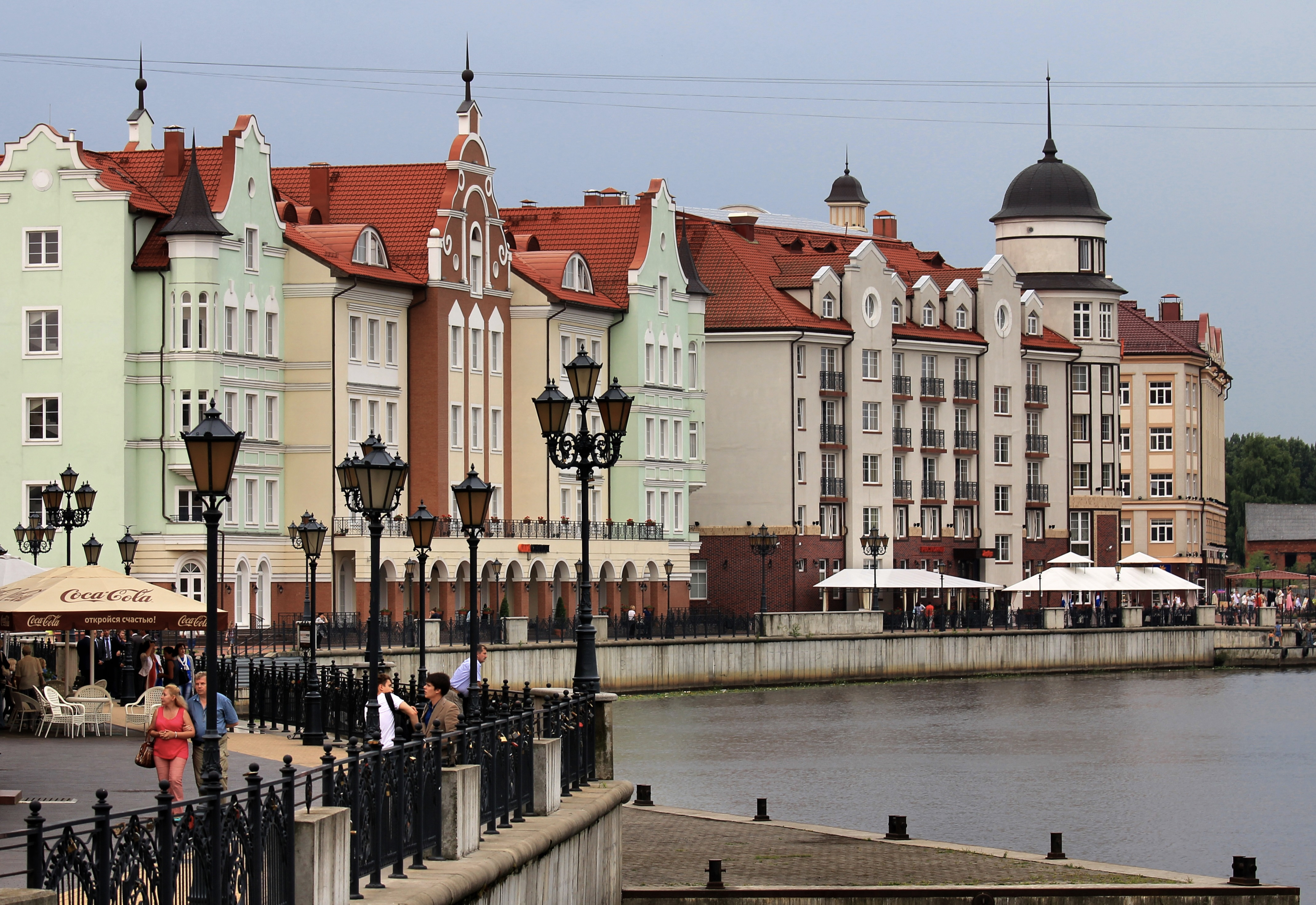
Historyczne centrum Królewca

Kraj královecký – happening, początkowo internetowy, który był reakcją na nielegalne rosyjskie referenda na okupowanych terytoriach ukraińskich.
Pod koniec września 2022 r. czeski portal AZ247.cz przygotował petycję, w której domagano się przyłączenia do ich kraju obwodu królewieckiego. Petycję podpisało ponad 12 tys. osób, przy czym oprócz Czechów również spora liczba Polaków, ale również pewna liczba osób z Królewca. W uzasadnieniu petycji wskazywano, że miasto Królewiec zostało założone w 1255 roku na cześć króla czeskiego Przemysła Ottokara II, który był uczestnikiem krucjaty przeciwko pogańskim Prusom. W popularyzacji petycji duży był udział internautów z Polski, z których jeden, o pseudonimie papież internetu, 28 września 2022 r. opublikował mapę, przedstawiającą postulowany przez niego podział obwodu królewieckiego między Polskę i Czechy.
Mapę tę udostępnił czeski eurodeputowany Tomáš Zdechovský, co przyczyniło się do jej szybkiego rozprzestrzenienia. Do happeningu przyłączyła się również 4 października minister obrony Czech Jana Cernochová, która udostępniła na swoim profilu na Twitterze mem udający kadr z wiadomości CNN, donoszący o zakupie przez Czechy amerykańskich lotniskowców i dodała komentarz wyrażający radość z powodu dostępu jej kraju do morza. Dzień później minister spraw zagranicznych Czech Jan Lipavský ogłosił, że partnerstwo z bałtyckimi sąsiadami nigdy nie było silniejsze, a Ministerstwo Spraw Wewnętrznych zapytało na Twitterze, czy ktoś zna eksperta od granic morskich. Również Czeski Urząd Statystyczny na swoim profilu na Twitterze opublikował informację, jakoby rozpoczynał spis powszechny w Královcu, a Koleje Czeskie ogłosiły uruchomienie połączeń do Královca, podobnie jak operator praskiej komunikacji miejskiej.
5 października na profilu ambasady USA w Pradze pojawiło się zaś zapytanie, czy Czesi nie są zainteresowani zakupem lotniskowca. Również prezydent Słowacji Zuzana Caputová publicznie rozważała oficjalną wizytę w Královcu, a premier Polski Mateusz Morawiecki zaproponował spotkanie w Královcu premier Finlandii Sannie Marin i premierowi Czech Petrowi Fiali.
30 września rosyjski portal EurAsia Daily uznał postawę Zdechovskiego za działanie rewanżystyczne i przypomniał, że już wcześniej gen. Waldemar Skrzypczak wspominał o konieczności upomnienia się o te ziemie, zaś rosyjski analityk wojskowy Michaił Timoszenko na portalu PolitEkspiert zaznaczył, że Czesi powinni pamiętać o tym, iż to Polacy zabrali im Zaolzie.
4 października powstał także oficjalny profil Královca na Twitterze, a liczba jego followersów w ciągu jednego dnia osiągnęła 18 tys., zaś następnego przekroczyła 54 tys., a po kilku dniach sięgnęła 90 tys. Konto to polecił m.in. ukraiński rząd, uznając, że żart ten jest lepszy od tego rosyjskiego. Na tymże profilu ogłoszono wyniki rzekomego referendum, w którym 97,9% mieszkańców Królewca miało zdecydować się na przystąpienie do Republiki Czeskiej i zmianę nazwy Kaliningrad na Královec. Utworzono także stronę promocyjną VisitKralovec, mającą zachęcać do wizyty w mieście i przekazującą zmyślone informacje, m.in. o stacjonowaniu w porcie czeskiego okrętu wojennego oraz budowie piwociągu z Czech do Královca przez Polskę. Powstały także královeckie gadżety, a dochód z ich sprzedaży został przeznaczony na rzecz organizacji pomagających Ukrainie.
W ramach happeningu powstawały fałszywe nagłówki znanych mediów informujące o wydarzeniach w związku z Královcem, m.in. przybyciu do tamtejszego portu czeskiej marynarki wojennej, gratulacjach prezydenta USA dla Czech, błogosławieństwie papieża, budowie piwociągu Beer Stream 1; pojawiały się także mapy pogody w Czechach z uwzględnieniem Královca, zdjęcia prowadzących do niego drogowskazów, znaczków pocztowych, a Královec na krótko pojawił się w anglojęzycznej Wikipedii na liście największych miast Czech. Popularność zdobyły także memy z postaciami z czeskich bajek, które brały udział w zagospodarowaniu nowego czeskiego terytorium oraz hasło Make Královec Czech Again!.
10 października pod rosyjską ambasadą w Pradze odbyło się kolejne referendum w sprawie przyszłości obwodu królewieckiego.
Holenderski komik Arjan Lubach zaproponował referendum na temat przyłączenia całej Rosji do Holandii, ponieważ według części interpretacji królowi Niderlandów należy się prawo do tronu rosyjskiego, zaś Finowie ogłosili wyzwolenie Sankt Petersburga i przemianowanie go na Sankt Sannasburg. Polscy internauci natomiast ogłosili powstanie województwa irkuckiego, które się stało 17 polskim województwem, powołując się na rzekome referendum przeprowadzone przez sybiraków. Włosi natomiast ogłosili przejęcie Kamczatki (przemianowując na Kamciatkę), a Izraelczycy aneksję Żydowskiego Obwodu Autonomicznego.